# 비타 앤 버지니아
비타 앤 버지니아(Vita and Virginia)는 아일랜드에서 제작된 차냐 버튼 감독의 2018년 드라마, 멜로/로맨스 영화이다. 엘리자베스 데비키 등이 주연으로 출연하였다.

## 출연

### 주연
- 엘리자베스 데비키
- 젬마 아터튼

### 조연
- 이사벨라 로셀리니
- 에머랄드 펜넬
- 루퍼트 펜리 존스